# شمس‌آباد (مشهد)
شمس‌آباد روستایی در دهستان طوس بخش مرکزی شهرستان مشهد استان خراسان رضوی ایران بود.

## جمعیت
بر پایه سرشماری عمومی نفوس و مسکن در سال ۱۳۹۵ جمعیت این روستا ۲۱۶ نفر (۵۷خانوار) بود.

## الحاق به مشهد
این روستا در سال ۱۳۹۹ در منطقهٔ ۱۲ شهر مشهد جذب شد.